# Михаила (Рёпелинен)
Игуменья Михаила (фин. Igumenia Mikaela, в миру — Унелма Рёпелинен, фин. Unelma Röpelinen; род. 19 марта 1945, Вааса) — монахиня Финляндской архиепископии Константинопольского Патриархата, игуменья, настоятельница Линтульского монастыря (2012—2023).

## Биография
Родилась 19 марта 1945 года в Ваасе, в Финляндии. До поступление в монастырь работала учителем в Лаппеэнранте.
В 1986 году поступила в сестричество Линтульского монастыря, где была пострижена в монашество с именем Михаила и с 2005 года несла послушание благочинной обители.
13 июня 2012 года, находясь за рулём, попала в крупную автокатастрофу, произошедшую на дороге близ Липери. От травм, полученных в этом ДТП, 17 июня в больнице города Йоэнсуу не приходя в сознание скончалась настоятельница монастыря игуменья Марина (Илтола)..
На выборах, проходивших 29 сентября 2012 года в Линтульском монастыре в присутствии архиепископа Карельского Льва (Макконена), была избрана новой настоятельницей обители. 1 октября за богослужением состоялось возведение её в сан игуменьи.
25 января 2023 года ушла на покой.